# Philip Johnson

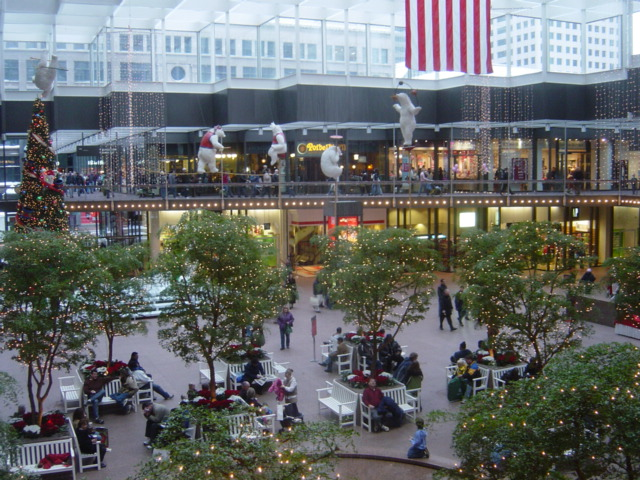
Sân trong mái kính của công trình tháp IDS

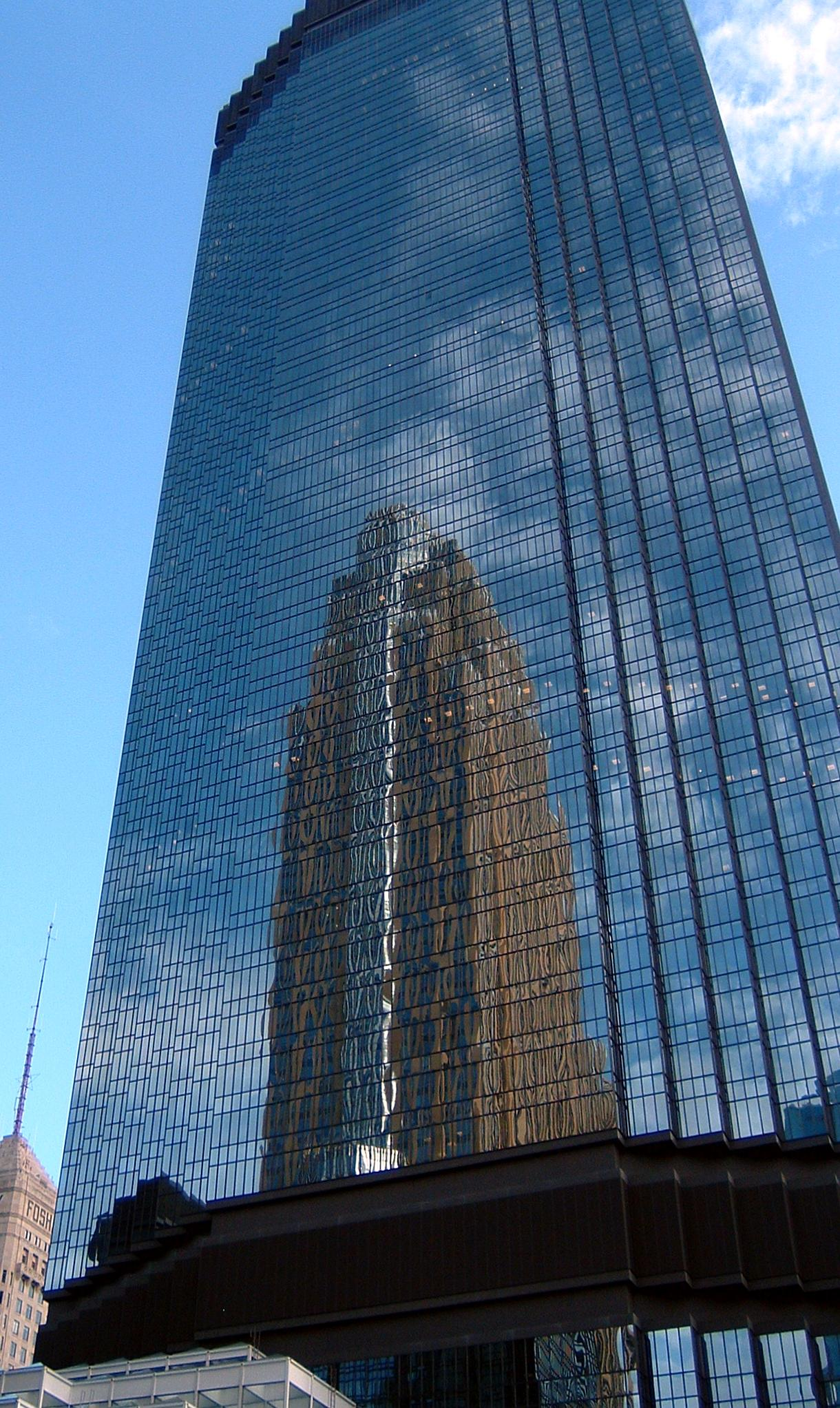
Tháp IDS

Philip Cortelyou Johnson (8 tháng 7 năm 1906 – 25 tháng 1 năm 2005) là một kiến trúc sư người Mỹ. Ông là giám đốc đầu tiên của bộ phận kiến trúc thuộc Bảo tàng Nghệ thuật Hiện đại New York (Museum of Modern Arts - MoMA) vào năm 1946 và sau này là người đại diện của MoMA. Ông được tặng Huy chương Vàng của Học viện kiến trúc sư Mỹ năm 1978 và là người đầu tiên đoạn giải thưởng Pritzker vào năm 1979. Ông từng là sinh viên tại Đại học Harvard.

## Ảnh hưởng
Vào năm 1932, ông cộng tác với Henry-Russell Hitchcock viết tác phẩm "Phong cách quốc tế: Kiến trúc từ năm 1922" (The International Style: Architecture Since 1922). Tác phẩm này đã ghi nhận các đặc điểm cho sự phát triển giai đoạn đầu của Kiến trúc Hiện đại trên thế giới. Johnson được biết đến với kiến thức sâu, rộng về trường phái hiện đại châu Âu và giới thiệu Ludwig Mies van der Rohe ở Mỹ.
Với tư cách là cố vấn của nhóm New york Five, một nhà môi giới quyền lực, một nhân vật nổi danh và một ủy viên quản trị của Bảo tàng Nghệ thuật Hiện đại (Museum of Modern Art - MoMA), Johnson đã có một ví trí lý tưởng để quảng bá quan điểm của mình về kiến trúc như một ngành nghệ thuật cân bằng với các loại nghệ thuật khác. Tuy rằng Johnson vẽ không được đẹp nhưng bù lại ông có một giác quan về đồ họa và thiết kế hoàn hảo. Như một nhân vật nổi danh của kiến trúc Mỹ trong nhiều thập kỷ, Johnson vừa là một biểu tượng lớn, nhà tiên tri, một nhà châm biếm, ông thực sự là một nguồn dữ liệu tin tưởng của trí tuệ và các nhận xét phê bình.

## Liên quan tới chủ nghĩa Phát xít
Một trong số những điểm gây tranh cãi trong sự nghiệp của Johnson là sự tán dương chủ nghĩa Phát xít trong vòng tám năm, bắt đầu từ năm 1932. Sau khi tách mình ra khỏi thành công của ông với MoMa, Johnson đã nỗ lực gia nhập lực lượng của thống đốc bang Louisiana là Huey Long, một hành động mà báo chí đương thời cho là kì quái. Sau khi Huey Long bị ám sát năm 1935, Johnson viết một loạt các bài thẳng thừng Bài Do thái cho linh mục Charles Coughlin ở đài phát thanh Detroit, đồng thời chạy đua vào cơ quan công quyền ở Ohio và cố gắng lập một đảng Phát xít ở Mỹ. Johnson cũng đi du lịch tại Nürnberg trong cuộc mít tinh của Adolf Hitler năm 1938. Năm 1938, Johnson đến Ba Lan sau khi bị nước Đức xâm lược. Khi đó ông đã viết:
Những bộ quân phục màu xanh của người Đức đã làm quan cảnh thật vui tưoi và hạnh phúc [...] Ở đó chẳng còn mấy người Do Thái. Chúng ta thấy Warszawa bốc cháy và Modlin bị dội bom. Thật là một quang cảnh hào hứng
Sau một cuộc điều tra của FBI và trong quãng thời gian chờ đợi trước khi nước Mỹ tham chiến ở Thế Chiến thứ hai, Johnson từ bỏ sự ủng hộ của mình với chủ nghĩa Phát xít khoảng giữa năm 1940 và quay lại Đại học Harvard. Những năm sau đó, ông từ bỏ chủ nghĩa Phát xít và thiết kế một hội đường Do Thái giáo miễn phí như một lời xin lỗi. Trong triết lý của mình, Johnson chỉ tập trung vào thẩm mỹ mà bỏ đi tất cả các khía cạnh khác, trong một cuộc phỏng vấn vào năm 1973, ông đã nói:
Điểm duy nhất tôi thực sự lấy làm tiếc về những chế độ độc tài không phải là về nền chuyên chính, bởi vì tôi hiểu rằng, vào thời của Julius, của Justinian và của Caesar phải có những nhà độc tài. Ý của tôi là tôi thực sự không quan tâm gì đến khía cạnh chính trị. Tôi không thấy bất cứ một ý nghĩa nào về nó. Về phần Hitler, nếu ông ta có thể là một kiến trúc sư tốt

## Một số công trình nổi tiếng
Công trình nổi tiếng nhất của Johnson là nhà kính New Canaan tại Connecticut, một công trình có không gian mở và trong suốt, được ông thiết kế làm nhà riêng và cũng là luận văn tốt nghiệp thạc sĩ của ông tại Đại học Harvard năm 1949. Công trình này có rất nhiều điểm tương tự nhà kính Farnsworth của Mies.
Công trình trụ sở AT&T của Johnson, hoàn thành năm 1984, lại mang một hình ảnh hoàn toàn khác. Với lớp vỏ màu hồng bằng đá cẩm thạch và một dáng vẻ cổ điển, công trình là một sự tương phản với thẩm mỹ kiến trúc Hiện đại của những nhà chọc trời trong khu Manhattan. Yếu tố đập vào mắt mọi người ở công trình đó là chi tiết trán tường có một cung tròn bị vỡ ra thành hình tròn kiểu Chippendade, một kiểu tủ cổ Ý. Cách xử lý này chính là một trong những thủ pháp của Kiến trúc Hậu Hiện đại. Theo một số nhà nghiên cứu, đây được xem như tuyên ngôn đầu tiên của Kiến trúc Hậu Hiện đại, khi mà thẩm mỹ của kiến trúc Hiện đại đã đi vào ngõ cụt.

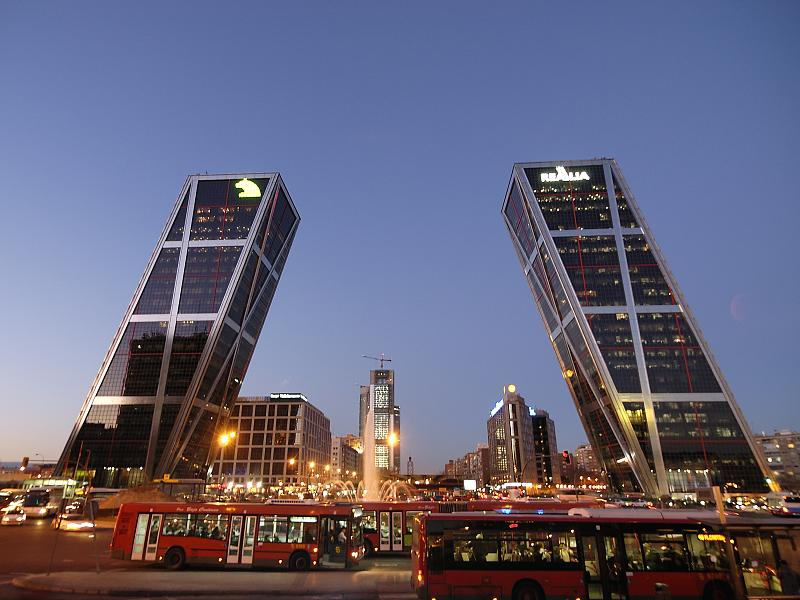
Công trình Cánh cổng châu Âu

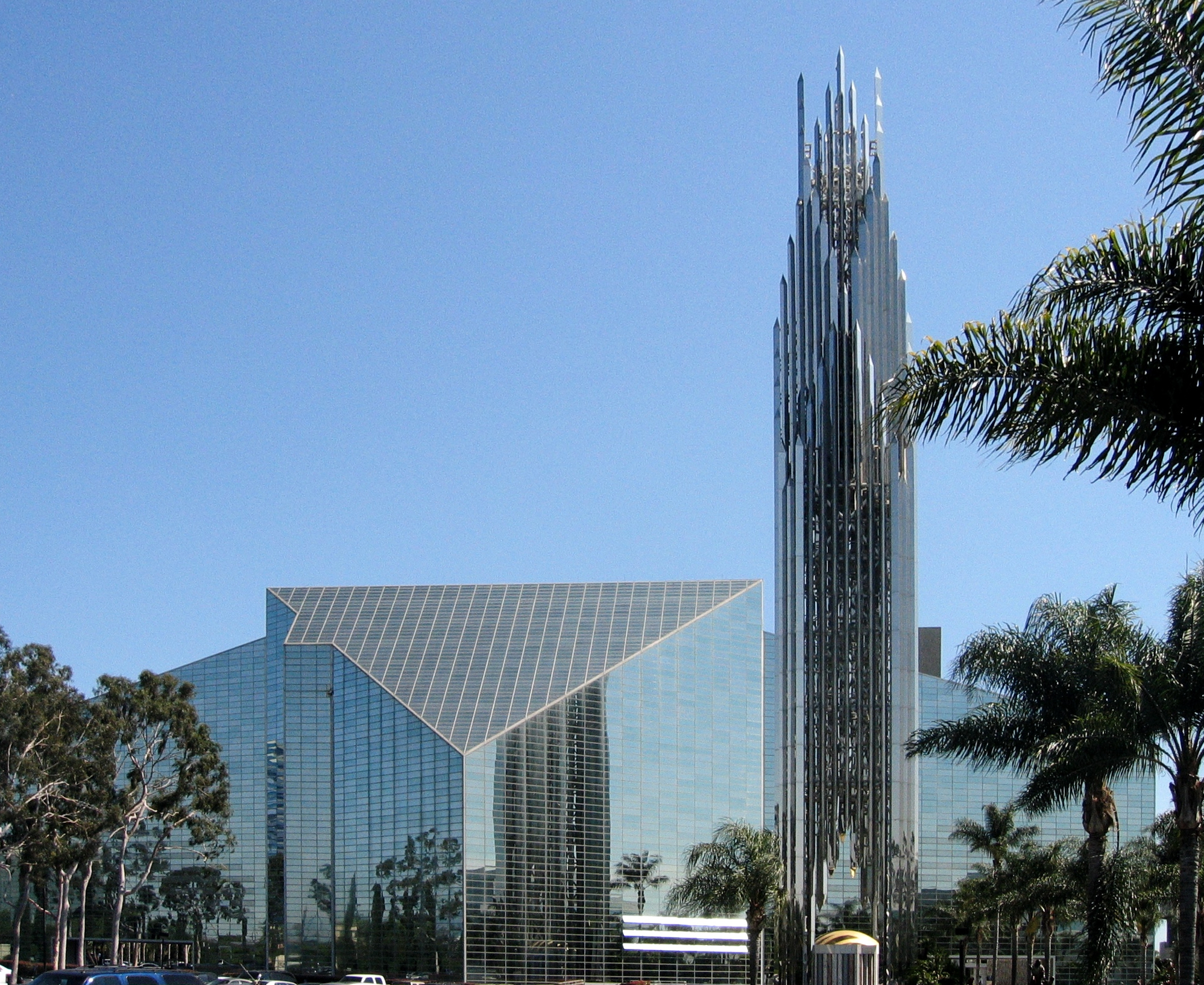
Nhà thờ chính tòa Pha Lê, một công trình nổi tiếng của Philip Johnson

Một số công trình nổi tiếng khác của Johnson gồm có
- Nhà John de Menil, Houston, 1950
- Nhà hàng Bốn mùa tại tòa nhà Seagram của Mies van der Rohe, thành phố New York, 1959
- Nhà hát bang New York (trụ sở của dàn Opera thành phố New York và đoàn Ballet thành phố New York) tại Trung tâm Lincoln cộng tác với Richard Foster, 1964
- Thư viện Elmer Holmes Bobst tại Đại học New York, 1967 - 1972
- Tháp IDS ở Minneapolis, Minnesota, 1972
- Bảo tàng Nghệ thuật Nam Texas ở Corpus Christi, Texas, 1972
- Thư viện công cộng Boston, 1973
- Nhà thờ chính tòa Pha Lê tại Garden Grove, California, 1980
- Tháp Williams, Houston, 1983
- Bảo tàng nghệ thuật Neuberger tại Đại học Tiểu bang New York, Purchase College,
- Quảng trường Tạ ơn, Dallas, Texas,
- Khu học xá chính của Đại học Saint Thomas, Houston, Texas
- Ngân hàng Cộng hòa, Houston, Texas
- Nhà hát Cleveland, Cleveland, Ohio
- Bảo tàng Nghệ thuật tại Học viện Nghệ thuật Munson-Williams-Proctor, Utica, New York.
- 190 South LaSalle Lưu trữ ngày 31 tháng 12 năm 2005 tại Wayback Machine, Chicago
- 191 Tháp Peachtree, Atlanta, Georgia
- Trung tâm One Atlantic, (còn được gọi là tháp IBM), Atlanta, Georgia
- Công trình Cánh cổng châu Âu, Madrid, Tây Ban Nha
- Fort Worth Water Gardens
- Quảng trường PPG, Pittsburgh, Pennsylvania, cộng tác với John Burgee, 1984
- Bảo tàng Amon Carter, Fort Worth, Texas

## Trích dẫn
- "Kiến trúc là nghệ thuật làm sao để phí phạm không gian"
- "Nhiệm vụ của người kiến trúc sư ngày nay là tạo ra những công trình đẹp, vậy thôi"